# Henrietta (Texas)
Henrietta è un centro abitato degli Stati Uniti d'America, situato nella contea di Clay dello Stato del Texas (di cui è capoluogo). Fa parte dell'area metropolitana di Wichita Falls.

## Geografia fisica
Henrietta è situata a 33°04′09″N 98°01′02″W (33.8160, -98.1938). Secondo lo United States Census Bureau, ha un'area totale di 4,8 miglia quadrate (12 km²), di cui 4,7 miglia quadrate (12 km²) di terreno e 0,1 miglia quadrate (0,26 km², 1.05%) d'acqua.

## Società

### Evoluzione demografica
Secondo il censimento del 2000, c'erano 3.264 persone, 1.308 nuclei familiari, e 893 famiglie residenti nella città. La densità di popolazione era di 694,8 persone per miglio quadrato (268,1/km²). C'erano 1.460 unità abitative a una densità media di 310,8 per miglio quadrato (119,9/km²). La composizione etnica della città era formata dal 95,89% di bianchi, lo 0,89% di afroamericani, il 1,04% di nativi americani, lo 0,98% di altre razze, e il 1,19% di due o più etnie. Ispanici o latinos di qualunque razza erano il 2,94% della popolazione.
C'erano 1.308 nuclei familiari di cui il 33,3% avevano figli di età inferiore ai 18 anni, il 55,4% erano coppie sposate conviventi, il 9,8% aveva un capofamiglia femmina senza marito, e il 31,7% erano non-famiglie. Il 29,1% di tutti i nuclei familiari erano individuali e il 17,5% aveva componenti con un'età di 65 anni o più che vivevano da soli. Il numero di componenti medio di un nucleo familiare era di 2,43 e quello di una famiglia era di 3,01.
La popolazione era composta dal 26,3% di persone sotto i 18 anni, il 6,8% di persone dai 18 ai 24 anni, il 26,6% di persone dai 25 ai 44 anni, il 21,1% di persone dai 45 ai 64 anni, e il 19,2% di persone di 65 anni o più. L'età media era di 39 anni. Per ogni 100 femmine c'erano 87,5 maschi. Per ogni 100 femmine dai 18 anni in giù, c'erano 82,1 maschi.
Il reddito medio di un nucleo familiare era di 32.835 dollari, e quello di una famiglia era di 40.797 dollari. I maschi avevano un reddito medio pro capite di 27.765 dollari contro i 21.335 dollari delle femmine. Il reddito medio pro capite era di 15.647 dollari. Circa l'8,2% delle famiglie e l'11,6% della popolazione erano sotto la soglia di povertà, incluso il 15,5% di persone sotto i 18 anni e il 10,9% di persone di 65 anni o più.